# Székelyszabar
Székelyszabar è un comune dell'Ungheria di 631 abitanti (dati 2008) situato nella contea di Baranya, regione Transdanubio Meridionale.